# Theater von Babylon
Das griechische Theater in Babylon ist eines der östlichsten Bauwerke dieses Typs und ein Beleg für rein hellenistische Architektur im Seleukidenreich.
Das Gründungsdatum des Theaters  ist nicht überliefert, vielleicht wurde es schon unter Alexander dem Großen errichtet. Dieser Herrscher verweilte längere Zeit in Babylon und wollte die Stadt zu einer seiner Hauptstädte ausbauen.
Der Bau befindet sich im nordöstlichen Teil der Stadt, innerhalb der inneren Stadtmauer. Der Bau wurde in Schutthalden alter Tempel hineingebaut und besteht zum größten Teil aus Lehmziegeln. Dekorationselemente bestanden aus Terrakotta und Gips, wobei die handwerkliche Ausführung dieser Elemente oftmals nicht höchsten Standards genügt. Die Orchestra des Baues ist 11 Meter breit. Auf das Halbrund der Zuschauerränge führen neun Treppen, wobei die mittlere breiter als die anderen ist. Hinter dem Theater wurde eine Palästra errichtet, die 60 Meter lang war. Die Palästra war einst sicherlich mit Säulen geschmückt, doch war bei den Ausgrabungen nur noch wenig davon erhalten.
Das Theater wurde nach seiner Errichtung mehrmals renoviert. Der ursprüngliche Bau war sicherlich eher einfach und erst in einer zweiten Phase wurde eine Skene errichtet, die mit dorischen Säulen geschmückt war. Da sich keine Dachziegel fanden, hatte die Skene wahrscheinlich einst ein flaches Dach, während solche Bauten in Griechenland meist ein Satteldach hatten. Beim Theater fand sich eine griechische Inschrift, die von Renovierungsarbeiten berichtet und stilistisch ins zweite Jahrhundert n. Chr. datiert wird. Der Bau war also noch in parthischer Zeit in Betrieb.
Das Theater wurde in neuerer Zeit renoviert und wieder benutzt.